# Dicranota impotens
Dicranota (Dicranota) impotens là một loài ruồi trong họ Pediciidae. Chúng phân bố ở vùng Indomalaya.